# Sông Ngang
Sông Ngang (tên khác: Suối Sát) là một con sông đổ ra Sông Bưởi. Sông có chiều dài 20 km và diện tích lưu vực là 89 km². Sông Ngang chảy qua các tỉnh Hoà Bình, Thanh Hoá.